# АЭС Дандженесс
АЭС Да́ндженесс (англ. Dungeness Nuclear Power Station) — атомная электростанция на мысе Дандженесс в проливе Па-де-Кале на юго-востоке графства Кент.

## АЭС Дандженесс А
АЭС Дандженесс А — это атомная электростанция с реакторами типа Магнокс с газовым охлаждением двуокисью углерода. Активная зона реактора состояла из нескольких графитовых стержней, внутри каждого из которых имелся канал охлаждения. Название «Магнокс» происходит от ядерного топлива, применявшегося в этих реакторах. В качестве топлива использовался природный металлический уран, который помещался в специальную оболочку из оксида магния.
АЭС Дандженесс А была подключена к национальной сети в 1965 году. В состав станции входило два ядерных реактора, мощностью 219 МВт каждый. Строительство осуществил консорциум TNPG. 31 декабря 2006 года АЭС Дандженесс А прекратила производство электроэнергии. Выгрузка ядерного топлива была завершена к июню 2012 года, а турбинный зал разобран к июню 2015 года. Ожидается, что осмотры и обслуживание завершится в 2027 году.

## АЭС Дандженесс B
АЭС Дандженесс B — это атомная электростанция, состоящая из двух реакторов AGR (улучшенный реактор с газовым охлаждением), мощностью 615 МВт, которые были запущены в 1983 и 1985 годах соответственно.
В марте 2009 года реактор B21 был остановлен в течение почти 18 месяцев из-за технических проблем. 24 ноября 2009 года из-за незначительного пожара второй реактор также был остановлен. Впоследствии реактор B22 периодически останавливался в течение нескольких месяцев. Реактор B21 был перезапущен в августе 2010 года. Незапланированные работы продолжались и в 2011 году.
Изначально станцию B планировалось закрыть в 2005 году, позже комиссия продлила срок эксплуатации еще на почти на 10 лет до 2018. В 2018 году срок работы продлили еще на 10 лет до 2028 года при условии обновления компьютерного управления и улучшения защиты от наводнений.
Оба реактора B окончательно остановлены 6 июня 2021 года.

## Информация об энергоблоках
| Энергоблок     | Тип реакторов | Мощность | Мощность | Начало строительства | Физпуск    | Подключение к сети | Ввод в эксплуатацию | Закрытие   |
| Энергоблок     | Тип реакторов | Чистый   | Брутто   | Начало строительства | Физпуск    | Подключение к сети | Ввод в эксплуатацию | Закрытие   |
| -------------- | ------------- | -------- | -------- | -------------------- | ---------- | ------------------ | ------------------- | ---------- |
| Дандженесс А-1 | GCR, Magnox   | 225 МВт  | 230 МВт  | 01.07.1960           | 01.06.1965 | 21.09.1965         | 28.10.1965          | 31.12.2006 |
| Дандженесс А-2 | GCR, Magnox   | 225 МВт  | 230 МВт  | 01.07.1960           | 01.09.1965 | 01.11.1965         | 30.12.1965          | 31.12.2006 |
| Дандженесс В-1 | AGR           | 520 МВт  | 615 МВт  | 01.10.1965           | 23.12.1982 | 03.04.1983         | 01.04.1985          | 07.06.2021 |
| Дандженесс В-2 | AGR           | 520 МВт  | 615 МВт  | 01.10.1965           | 04.12.1985 | 29.12.1985         | 01.04.1989          | 07.06.2021 |